# Ravni Dabar
Ravni Dabar falu Horvátországban, Lika-Zengg megyében. Közigazgatásilag Karlobaghoz tartozik.

## Fekvése
Gospićtól légvonalban 20 km-re, közúton 37 km-re nyugatra, Karlobagtól légvonalban 6 km-re, közúton 18 km-re északkeletre magasan a Velebit-hegységben, a Dabari-csúcsok alatt fekszik.

## Története
1857-ben 92, 1910-ben 137 lakosa volt. A trianoni békeszerződésig Lika-Korbava vármegye Gospići járásához tartozott. Ezt követően előbb a Szerb-Horvát-Szlovén Királyság, majd Jugoszlávia része lett. A településnek 2011-ben már nem volt állandó lakossága. Ma már csak egy hegyi menedékház (planinarski dom) található itt, amely a Čelinac-csúcs alatt helyezkedik el.

## Lakosság
| Lakosság változása | Lakosság változása | Lakosság változása | Lakosság változása | Lakosság változása | Lakosság változása | Lakosság változása | Lakosság változása | Lakosság változása | Lakosság változása | Lakosság változása | Lakosság változása | Lakosság változása | Lakosság változása | Lakosság változása | Lakosság változása |
| ------------------ | ------------------ | ------------------ | ------------------ | ------------------ | ------------------ | ------------------ | ------------------ | ------------------ | ------------------ | ------------------ | ------------------ | ------------------ | ------------------ | ------------------ | ------------------ |
| 1857               | 1869               | 1880               | 1890               | 1900               | 1910               | 1921               | 1931               | 1948               | 1953               | 1961               | 1971               | 1981               | 1991               | 2001               | 2011               |
| 76                 | 0                  | 0                  | 36                 | 103                | 107                | 82                 | 51                 | 33                 | 40                 | 31                 | 5                  | 0                  | 0                  | 0                  | 0                  |

(1869-ben és 1880-ban lakosságát Baške Oštarijehez számították.)

## Nevezetességei
- A település felett találhatók a Stegosaurusra emlékeztető taréjhoz hasonló alakzatú Dabari-csúcsok, melyek északnyugaton az 1304 méteres Bačić csúcstól a délkeleti 1320 méteres Kizáig enyhe ívet alkotnak. A vidék a hegymászás kedvelőinek paradicsoma.
- Az 1986-ban megnyitott hegyi menedékház falán 1998-ban állított emléktábla található, mely a környék falvaiban a horvát hazáért életüket áldozott hősöknek állít emléke.